# 2023年世界水泳選手権アンギラ選手団
2023年世界水泳選手権アンギラ選手団は、2023年7月14日から7月30日まで日本の福岡で開催された第20回世界水泳選手権のアンギラ選手団、およびその競技結果。今大会、アンギラは世界水泳選手権初参加となった。

## 選手団
- 人員: 選手 1人

## 選手名簿・結果
| 選手                       | 種目          | 予選   | 予選 | 準決勝   | 準決勝   | 決勝     | 決勝     |
| 選手                       | 種目          | 結果   | 順位 | 結果     | 順位     | 結果     | 順位     |
| -------------------------- | ------------- | ------ | ---- | -------- | -------- | -------- | -------- |
| アレクサンダー・フレミング | 男子50m自由形 | 26秒23 | 97位 | 予選敗退 | 予選敗退 | 予選敗退 | 予選敗退 |
| アレクサンダー・フレミング | 男子50m背泳ぎ | 30秒89 | 61位 | 予選敗退 | 予選敗退 | 予選敗退 | 予選敗退 |